# لینت لاو
لینت لاو (انگلیسی: Lynnette Love؛ زادهٔ ۲۱ سپتامبر ۱۹۵۷) تکواندوکار اهل ایالات متحده آمریکا بود.
وی در مسابقات کشوری و بین‌المللی در مجموع برندهٔ ۱ مدال طلا، ۱ مدال برنز شده‌است.